# Гермошпангоут

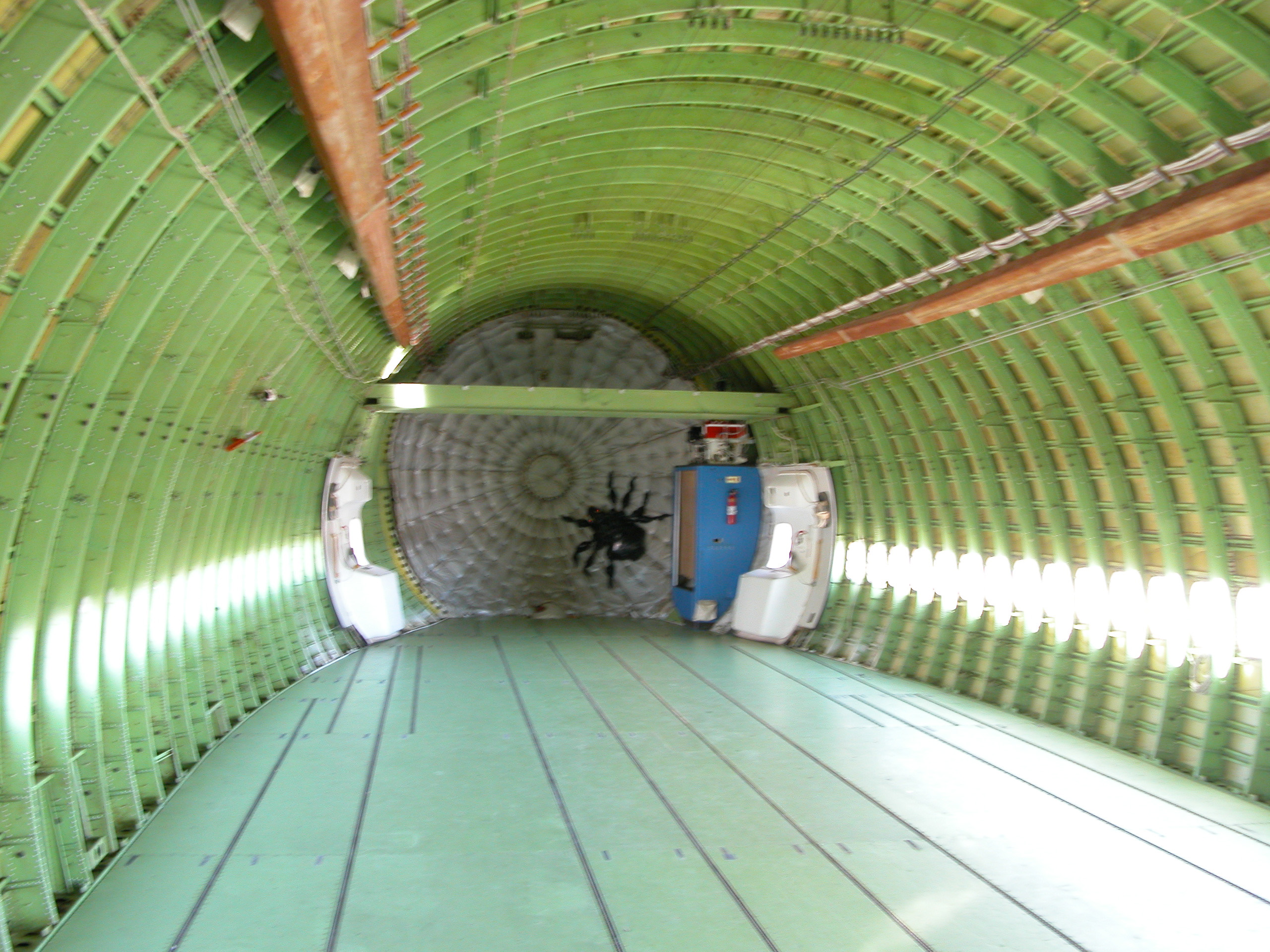
Кормова частина інтер'єру літака-носія Boeing 747 NASA. Гермошпангоут — білий круглий компонент, і його структура, схожа на павутину, технік NASA з почуттям гумору додав до декору великого опудала павука.

Схема гермошпангоута Boeing 747, який був пошкоджений на рейсі 123 Japan Airlines

Герметичний шпангоут (гермошпангоут) — поперечний структурний елемент жорсткості фюзеляжу планера літального апарата, що часто одночасно служить перехідним вузлом для електричних, гідравлічних, вакуумних, кисневих, механічних та інших комунікацій літакових систем, при цьому забезпечуючи повітронепроникність. Обов'язково є у конструкції пасажирських авіалайнерів. Зазвичай є вигнутою куполоподібною конструкцією з алюмінієвого сплаву.
Як правило, силові схеми літаків включають негерметичні та герметичні відсіки. Вони відокремлені один від одного гермошпангоути. У конструкції пасажирського авіалайнера необхідно передбачити, щоб у процесі польоту тиск у салоні був якомога ближчим до атмосферного тиску на рівні землі. Водночас, конструкції є частини, наприклад хвостовий відсік, які не вимагають герметизації. Тиск у них у польоті дорівнює тиску за бортом. Для того, щоб зберегти надлишковий тиск у пасажирському салоні, один зі шпангоутів фюзеляжу зазвичай виконують у вигляді гермошпангоуту. Цей елемент служить для герметизації пасажирського салону та сприймає навантаження від різниці тиску в пасажирському салоні та тиску за бортом. Сприймається гермошпангоутом сила велика (оскільки площа гермошпангоуту відносно велика). Гермошпангоут при цьому відчуває циклічні навантаження. Тому до міцності гермошпангоуту пред'являються особливі вимоги під час виробництва.